# Sevara Nazarxon

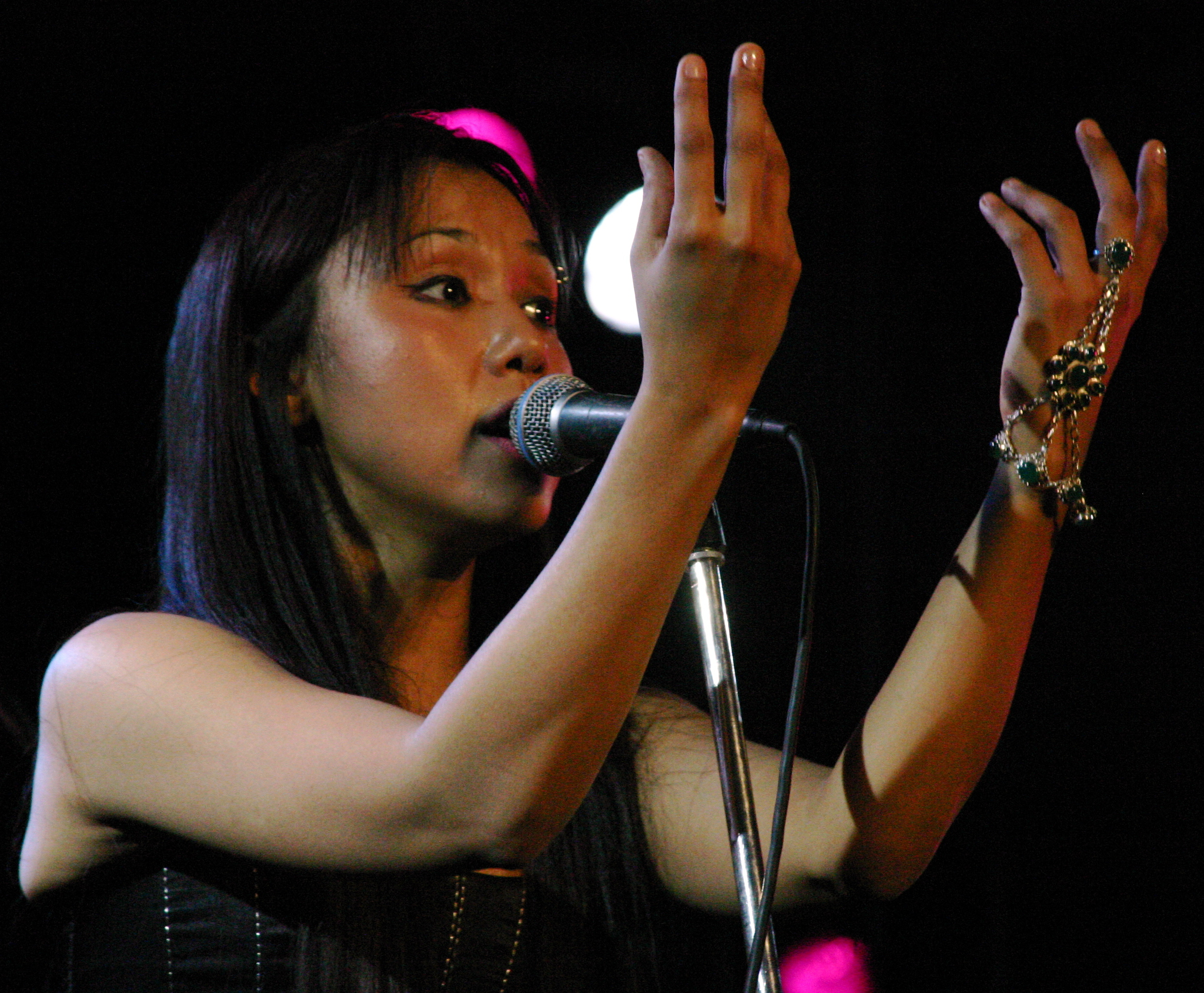
Sevara Nazarkhan (2006)

Sevara Nazarxon (tadschikisch Севара Назархон; Eigenschreibweise bei Veröffentlichungen: Sevara Nazarkhan, * 23. Dezember 1976 in Asaka (Usbekistan)) ist eine usbekische Sängerin, Songwriterin und Dotar-Spielerin. In ihrem Werk verbindet sie zeitgenössische, internationale Popmusik mit traditioneller usbekischer Volksmusik.

## Biographie
Sevara Nazarxon Anvarjonovna wurde 1976 in Asaka in der östlichen Provinz Andijon der Usbekischen SSR geboren. Ihr Vater war klassisch ausgebildeter Sänger und leitete später die Abteilung für traditionelle Musik des Radiosenders in Tashkent. Ihre Mutter war Expertin für traditionelle Saiteninstrumente und leitete eine Musikschule. Sevara studierte Gesang am staatlichen Konservatorium in Tashkent mit Schwerpunkt traditionelle Volksmusik. 1998 gründete sie ein Frauenquartett, sie trat als Sängerin in Cafés auf. 2000 startete sie ihre Solo-Karriere als Sängerin. 2003 veröffentlichte sie ihr von der Kritik gelobtes Album Yoʻl boʻlsin beim britischen Label Real World Records. Das Album wurde durch den Franzosen Hector Zazou produziert. Nach der Veröffentlichung tourte sie mit ihrer Band ausgiebig durch Europa und Asien und war 2002 bis 2003 Vorgruppe bei Peter Gabriels Growing Up Tour, wo sie auch bei dem Lied In Your Eyes zusätzlichen Begleitgesang lieferte. 2011 sang sie auch bei dem gleichen Lied bei Gabriels orchestraler The New Blood Tour.
Im Jahr 2004 nahm Sevara Goʻzal dema auf – eine Sammlung von Volksliedern. Es war eine Musikalbum auf CD in limitierter Auflage. Im Jahr 2007 veröffentlichte Real World Records ihr Album Sen. Der Großteil der Musik dieses Albums wurde von Sevara komponiert. Im Jahr 2009 veröffentlichte Sevara einen Hit mit dem Titel А Он Не Пришёл in russischer Sprache, der in den Ländern der GUS ein großer Erfolg wurde.
Sevaras Tortadur – eine Sammlung traditioneller und klassischer usbekischer Lieder – wurde 2011 in den USA auf ihrem eigenen Plattenlabel Sevaramusic veröffentlicht. Für die Live-Aufnahmen lud Sevara Instrumentalisten der „alten Schule“ ein. Dieses Album ist nicht elektronisch bearbeitet.
Im Jahr 2012 nahm Sevara an der russischen Version der Show The Voice teil.

## Internationale Kooperationen
- Growing Up Live von Peter Gabriel (Video, 2003), bei In Your Eyes (mit Peter Gabriel)
- Lullabies from the Axis of Evil (Kompilation, Audio, 2004), bei Peace Song (mit Halla Bassam)
- Volume 5: Anatomic von Afro Celt Sound System  (Audio, 2005), bei My Secret Bliss (mit Iarla Ó Lionáird)
- Big Blue Ball von Peter Gabriel und Karl Wallinger (Audio, 2008), bei Everything Comes From You (mit Richard Evans, Joji Hirota, Sinéad O’Connor, Guo Yue)
- New Blood: Live in London von Peter Gabriel (Video, 2011), bei In Your Eyes (mit Peter Gabriel)
- Live Blood von Peter Gabriel (Audio, 2012), bei In Your Eyes (mit Peter Gabriel)
- Growing Up Live von Peter Gabriel (Audio, 2019), bei In Your Eyes (mit Peter Gabriel)

## Filmographie
- Tohir va Zuhra yangi talqin [Tohir und Zuhra] (Neuverfilmung des Musicals) als Zuhra
- Maysara super yulduz [Maysara Superstar] (Musical) als Maysara
- Ko'rgim keladi [Ich möchte sehen] als Ziyoda Aliyeva

## Diskographie
- Yoʻl boʻlsin [Es muss einen Weg geben] (2003)
- Goʻzal dema [Sag nicht schön] (2004)
- Sen [Du] (2007)
- Tortadur (2011)
- Maria Magdalena (2012)
- Pisma [Brief] (2013)

## Auszeichnungen
- 2004 BBC Radio 3 World Music Award in der Kategorie „Best Asian Artist“[6]